# Список депутатских объединений Государственной думы

История фракций Государственной думы РФ с 1994 по 2004

Депутаты Государственной думы России имеют право объединяться во фракции и группы. В Госдуме каждого созыва имелись фракции, группы (в 1-4 созывах - и независимые депутаты). Межфракционные объединения — «Анти-НАТО», «Энергия России», «Север», «Столица», «Диалог», «Женские группы».

## Государственная дума России 1 созыва
- Фракция ЛДПР в ГД РФ 1 созыва;
- Фракция КПРФ в ГД РФ 1 созыва;
- Фракция «Выбор России» в ГД РФ 1 созыва;
- Фракция АПР в ГД РФ 1 созыва;
- Фракция «Женщины России» в ГД РФ 1 созыва;
- Фракция «Яблоко» в ГД РФ 1 созыва;
- Фракция ПРЕС в ГД РФ 1 созыва;
- Фракция ДПР в ГД РФ 1 созыва;
- Депутатская группа НРП в ГД РФ 1 созыва (1994—1995, политическая ориентация неопределённая);
- Депутатская группа «Россия» в ГД РФ 1 созыва (1995, проправительственная);
- Депутатская группа «Стабильность» в ГД РФ 1 созыва (1995, проправительственная);
- Незарегистрированная группа Либерально-демократический союз 12 декабря в ГД РФ 1 созыва (1994—1995, прореформистская);
- Незарегистрированная группа «Держава» в ГД РФ 1 созыва (1994—1995, патриотическая, оппозиционная);
- Незарегистрированная группа «Российский путь» в ГД РФ 1 созыва (1994—1995, патриотическая, оппозиционная);
- Незарегистрированная группа «Дума-96» в ГД РФ 1 созыва (1995, проправительственная).

## Государственная дума России 2 созыва
- Фракция ЛДПР в ГД РФ 2 созыва
- Фракция КПРФ в ГД РФ 2 созыва
- Фракция Яблоко в ГД РФ 2 созыва
- Фракция НДР в ГД РФ 2 созыва
- Депутатская группа «Регионы России» в ГД РФ 2 созыва
- Депутатская группа «Аграрная» в ГД РФ 2 созыва
- Депутатская группа «Народовластие» в ГД РФ 2 созыва
- Неформальная группа Демократический выбор России в ГД РФ 2 созыва
- Неформальная группа Межрегиональная депутатская группа в ГД РФ 2 созыва
- Неформальная группа Российский промышленный союз (план)
- Неформальная группа Рабочий путь (план)
- Неформальные межфракционные группы: депутатское объединение АнтиНато, «За атлантический диалог», «Граница России».

## Государственная дума России 3 созыва
- Фракция ЛДПР в ГД РФ 3 созыва
- Фракция КПРФ в ГД РФ 3 созыва
- Фракция Яблоко в ГД РФ 3 созыва
- Фракция Единство в ГД РФ 3 созыва
- Фракция «Отечество — Вся Россия» в ГД РФ 3 созыва
- Фракция СПС в ГД РФ 3 созыва
- Депутатская группа «Регионы России» в ГД РФ 3 созыва
- Депутатская группа Агропромышленная в ГД РФ 3 созыва
- Депутатская группа Народный депутат в ГД РФ 3 созыва
- Неформальные межфракционные группы::Солидарность, Север России, Правопорядок, Европейский клуб, Граница России,Депутатский продовольственный совет, Дружба народов-единство России.

## Государственная дума России 4 созыва
- Фракция ЛДПР
- Фракция КПРФ
- Справедливая Россия-Родина
- Фракция Родина — Народная воля — СЕПР — «Родина» (народно-патриотический союз)—«Патриоты России». Возникла в результате раскола фракции «Родина» в июле 2005 ( (недоступная ссылка)). Бабурин 2005—2006, Семигин (2007)
- Неформальная группа демократов в ГД РФ 4 созыва
- Неформальная группа консерваторов в ГД РФ 4 созыва — Бабурин
- Фракция «Единая Россия»
  - группа Морозова, или Чилингарова
  - группа Володина, или Рязанского
  - группа Пехтина
  - группа Катренко, или Яковлевой
- Неформальные межфракционные группы Солидарность, Столица, АнтиНато, Интернационал

Планировались фракция НВ-СЕПР (Бабурин) 2007
| Фракция                                                                | Число депутатов | Доля голосов |
| Фракция «Единая Россия»                                                | 304             | 67.56%       |
| Фракция Коммунистической партии Российской Федерации                   | 47              | 10.44%       |
| Фракция «Справедливая Россия — „Родина“ (народно-патриотический союз)» | 33              | 7.33%        |
| Фракция ЛДПР                                                           | 30              | 6.67%        |
| Социалистическая единая партия России — «Патриоты России»              | 8               | 1.78%        |
| Депутаты, не входящие в зарегистрированные депутатские объединения     | 23              | 5.11%        |

## Государственная дума России 5 созыва
| Фракция                                              | Число депутатов | Доля голосов |
| Фракция партии «Единая Россия»                       | 315             | 70%          |
| Фракция Коммунистической партии Российской Федерации | 57              | 12.7%        |
| Фракция Либерально-демократической партии России     | 40              | 8.9%         |
| Фракция партии «Справедливая Россия»                 | 38              | 8.4%         |

## Государственная дума России 6 созыва
| Фракция                                              | Число депутатов | % от общего числа депутатов | % на выборах |
| Фракция «Единая Россия»                              | 238             | 53 %                        | 49,32 %      |
| Фракция Коммунистической партии Российской Федерации | 92              | 20 %                        | 19,19 %      |
| Фракция «Справедливая Россия»                        | 64              | 14 %                        | 13,24 %      |
| Фракция ЛДПР                                         | 56              | 12 %                        | 11,67 %      |

После выхода из Справедливой России несколько депутатов создали неформальную группу «Независимые эсеры».

## Государственная дума России 7 созыва
| Фракция                                              | Число депутатов | % от общего числа депутатов |
| Фракция «Единая Россия»                              | 334             | 74,22 %                     |
| Фракция Коммунистической партии Российской Федерации | 43              | 9,58 %                      |
| Фракция ЛДПР                                         | 40              | 8,91 %                      |
| Фракция «Справедливая Россия»                        | 23              | 5,12 %                      |
| Депутаты, не входящие во фракции                     | 2               | 0,45 %                      |
| Вакантные места                                      | 8               | —                           |

## Государственная дума России 8 созыва
| Фракция                                              | Число депутатов | % от общего числа депутатов |
| ---------------------------------------------------- | --------------- | --------------------------- |
| Фракция «Единая Россия»                              | 324             | 72,00 %                     |
| Фракция Коммунистической партии Российской Федерации | 57              | 12,67 %                     |
| Фракция «Справедливая Россия — За правду»            | 28              | 6,22 %                      |
| Фракция ЛДПР                                         | 23              | 5,11 %                      |
| Фракция «Новые люди»                                 | 15              | 3,33 %                      |
| Депутаты, не входящие во фракции                     | 2               | 0,45 %                      |